# Malham Cove
Le Malham Cove est un cirque naturel du Royaume-Uni dans le parc des Yorkshire Dales, à un kilomètre au nord du village de Malham dans le comté du Yorkshire du Nord, en Angleterre. Il est constitué d'une grande falaise arrondie de calcaire de 80 mètres de hauteur au fond d'un vallon, surmontée d'un lapiaz.

## Géologie

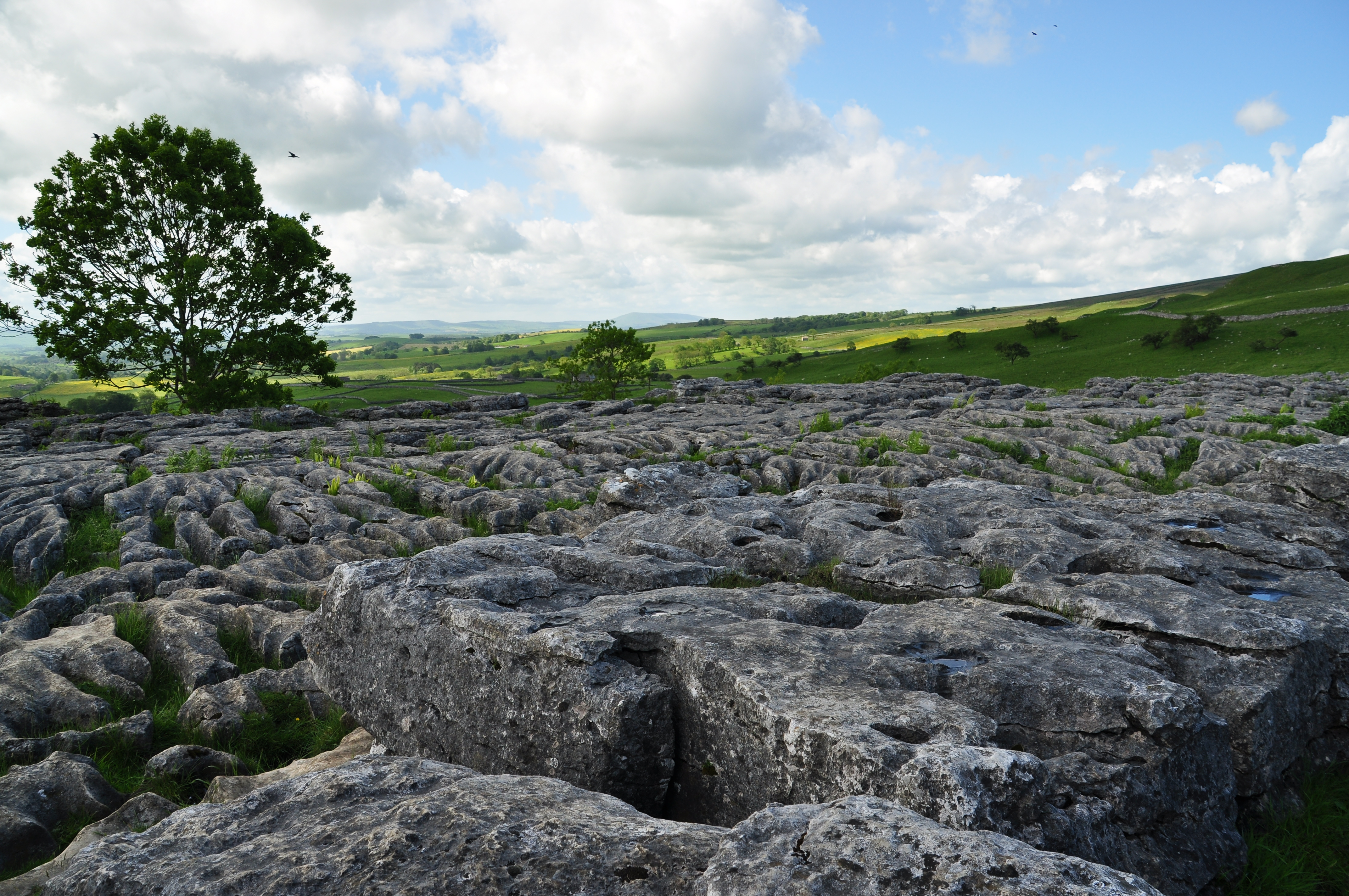
Pavement de lapiaz sur le site.

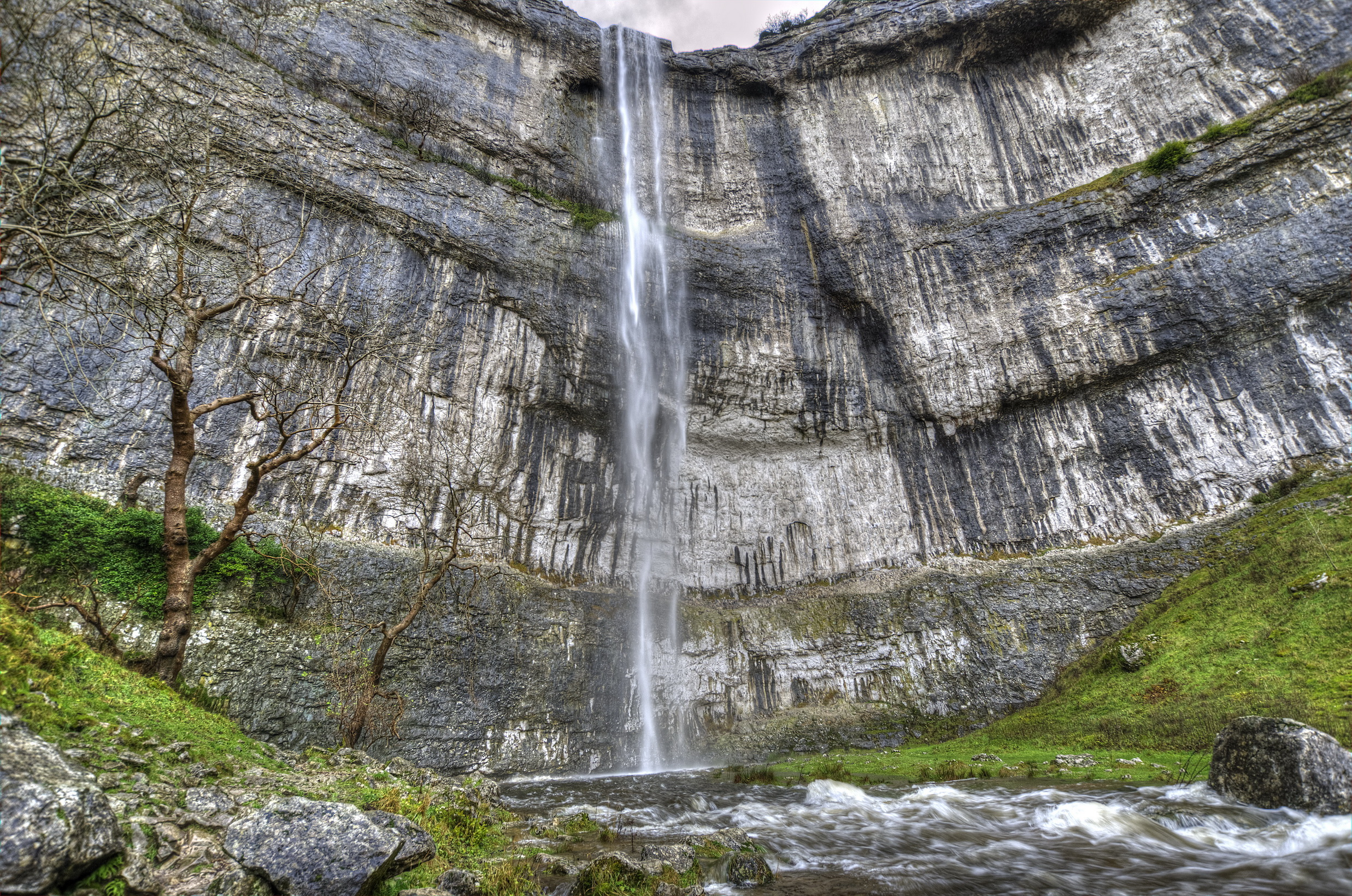
Vue de la cascade temporaire de Malham Cove le 6 décembre 2015 en raison des fortes pluies de la tempête Desmond.

La falaise s'est formée sous l'effet d'une rivière glaciaire qui y formait une cataracte. L'eau tombait de 80 mètres de haut et sur une largeur de plus de 300 mètres. La grande quantité d'eau tombant en cascade a donné sa forme courbée à la falaise du fait que le centre était plus érodé que les côtés.
Aujourd'hui, une rivière s'écoule du lac Malham Tarn, à 2,4 km au nord de la falaise. Il devient souterrain au lieu-dit « Water Sinks », à environ 1,6 km de la falaise. Un autre ruisseau, nommé Malham Beck, émerge d'une grotte en bas de la falaise. À l'origine, il était suggéré que les deux cours d'eau étaient auparavant réunis. Cependant, des expériences ont montré qu'ils empruntent deux différents passages souterrains. Leur chemin se croisent sans se mélanger et émergent à quelques kilomètres l'un de l'autre. Des recherches ont aussi montré l'existence d'un réseau complexe de grottes et de tunnels dans la falaise. Ce système aurait environ 50 000 ans.
En général, le système de grottes et de tunnels dévie l'eau avant qu'elle n'atteigne la falaise. Cependant, le 6 décembre 2015, Malham Cove est à nouveau devenue temporairement une chute d'eau du fait du passage de la tempête Desmond,. Le dernier enregistrement d'une chute d'eau, de toute taille confondue, depuis la falaise remonte au début du XIXe siècle.

## Tourisme
Sur son flanc ouest se trouve 400 marches de pierre irrégulières qu'empruntent le sentier de randonnée de la Pennine Way.
C'est un site d'escalade réputé, et on y trouve notamment Overshadow, une voie en 9a+ ouverte par Steve Mc Clure en 2007.

## Dans la culture
Malham Cove, avec le tout proche Gordale Scar, a été présentée comme l'une des merveilles naturelles du Yorkshire dans un épisode de la série télévisée de la BBC Seven Natural Wonders.
Le lapiaz au sommet des falaises est l'un des lieux de camping d'Harry Potter et Hermione Granger dans le film Harry Potter et les Reliques de la Mort, partie 1 sorti en 2010.